# Ralph Herrmann
Ralph Herrmann (* 1949 in Gelsenkirchen) ist ein deutscher Maler, Grafiker und Bildhauer.
Herrmann machte eine Berufsausbildung zum Schriftsetzer. Anschließend absolvierte er ein Studium an der Pädagogischen Hochschule in Essen (Kunst- und Werkerziehung) und studierte an der Staatlichen Kunstakademie Düsseldorf bei Joseph Beuys und 1974, im letzten Semester, bei Gerhard Richter.
Herrmanns künstlerisches Thema sind Wolkenlandschaften (das Formen des Formlosen).
Ausstellungen und Ausstellungsbeteiligung im In- und Ausland.
Von 1991 bis 2001 war er Vorsitzender der Genossenschaft Bildender Künstler Weimar und bis 2001 Leiter der Galerie im Cranachhaus, zusammen mit den Künstlern Ulla Höpken und Pitt Moog, sowie Projektleiter des Kulturstadt Weimar 1999 Projektes  „Weimar aus dem Rahmen“. Herrmann war Gründer des Künstlerhauses Kenkmannshof in Recklinghausen, das er zusammen mit der Malerin Ulla Höpken bis 2007 leitete.
Herrmann lehrt Kunsterziehung und ist freischaffender Maler und Bildhauer. Er lebt und arbeitet in Recklinghausen.